# Хека
Хека (егип. Ḥk3 — «магия») — в древнеегипетской мифологии считался богом магии.

## Имя
Слово «Хека» в дословном переводе означает «усиление деятельности Ка». Египтяне считали, что увеличение силы души — это принцип, по которому работает магия. Слово «Хека» также подразумевает под собой великую силу и воздействие, которое практикующий может оказать на Ка богов. Хека взаимодействует с «Ху», принципом божественного изречения, и «Сиа», концепцией божественного всезнания, для создания основы, посредством которой возможно будет творить в двух мирах (в мире мёртвых и мире богов).

## Мифология
В Текстах саркофагов (в заклинании 261) говорится, что Хека существовал «ещё до наступления двойственности». Термин «Хека» также использовался при совершении магических ритуалов, а коптское слово «Хик» берёт своё начало в древнеегипетском наречии.
Бог Хека, оживляющий Ка, также был известен как сын Атума, создателя всего сущего; иногда его называли сыном Хнума — того, кто создал Ба. У Хека, сына Хнума, матерью была богиня Менхит.
Его имя состоит из двух иероглифов — закрученной льняной верёвки и пары рук, поднятых к небу; имя также напоминает пару змей, закрученных одна вокруг другой,находящихся в чьих-то руках. Согласно легендам, Хека в битве одержал победу над двумя змеями; также он изображался в виде человека с извивающимися вокруг него двумя змеями. В древности медицина и врачевание считались своеобразной формой магии, поэтому этими видами деятельности в Египте занимались священнослужители бога Хека.

## Культ
Древние египтяне верили, что, оживив Ка с помощью бога Хека, они смогут оказать воздействие на других богов с целью получения защиты, исцеления и преображения. Здоровье и целостность бытия были священны для Хека. В древнеегипетском языке не существовало религиозных слов, так как земной и религиозный миры не имели существенных отличий,поэтому Хека в основном упоминался не в мирских, а в религиозных обрядах. В Древнем Египте каждая сторона жизни, каждое слово, растение, животное и ритуал были взаимосвязаны с силой, мощью и властью богов.
Первобытная сила, которой были наделены боги-творцы, отождествлялась с богом Хека, которого сопровождали магические ритуалы, известные как «Сешау», которые записаны в священных текстах «Rw». Для лечения больных египтяне использовали лекарственные рецепты «Пехрет», которые обычно приносили облегчение. Эта магия использовалась для проведения ритуалов в египетских храмах,но жрецы пользовались ею и в повседневной жизни. Эти магические ритуалы совместно с традиционной медициной сформировались в комплекс мероприятий, направленных на исцеление не только тела, но и души. Магия также использовалась для защиты от злых божеств, призраков, демонов и колдунов, которые, как считали египтяне, были причиной болезней, несчастий, бедности и бесплодия.